# Islands ambassadører i Litauen
Islands første ambassadør i Litauen var Ingvi S. Ingvarsson i 1991. Islands nuværende ambassadør i Litauen er Elín Flygenring. Island har ikke nogen ambassade i Litauen.

## Liste over ambassadører
| # | Navn                     | Tid               | Slut på mission  |
| - | ------------------------ | ----------------- | ---------------- |
| 1 | Ingvi S. Ingvarsson      | 17 september 1991 | 14 december 1994 |
| 2 | Ólafur Egilsson          | 14 december 1994  | 13 marts 1997    |
| 3 | Róbert Trausti Árnason   | 13 marts 1997     | 7 oktober 1999   |
| 4 | Helgi Ágústson           | 7 oktober 1999    | 26 maj 2003      |
| 5 | Jón Baldvin Hannibalsson | 26 maj 2003       | 23 marts 2006    |
| 6 | Hannes Heimisson         | 23 marts 2006     | 16 marts 2010    |
| 7 | Elín Flygenring          | 16 marts 2010     |                  |